# Liste der Gouverneure von Yamanashi
Diese Liste der Gouverneure von Yamanashi (jap. 山梨県知事, Yamanashi-kenchiji) verzeichnet alle Gouverneure seit der Entstehung der Präfektur, einschließlich der direkten Vorläufer (Kai/Kōfu) in der Meiji-Restauration. Wie die Gouverneure aller Präfekturen wird der Gouverneur von Yamanashi seit der Abschaffung des Innenministeriums und Einführung des Selbstverwaltungsgesetzes 1947 für vierjährige Amtszeiten vom Volk gewählt.
Anmerkung: Es ist unklar, ob die Datumsangaben vor der Kalenderumstellung 1873 dem japanischen oder dem gregorianischen Kalender entsprechen. Zur Umrechnung, siehe gegebenenfalls Meiji-Zeit#Umrechnung in den Gregorianischen Kalender.
| #  | Namenslesung         | Namensschreibung | Amtsantritt                   |
| -- | -------------------- | ---------------- | ----------------------------- |
| 1  | Kaieda Takeji        | 海江田 武次      | 3. Meiji 1/1868 (?)           |
| 2  | Yanagiwara Sakimitsu | 柳原 前光        | 4. Meiji 1/1868 (?)           |
| 3  | Shigenoi Kinhisa     | 滋野井 公壽      | 10. Meiji 1/1868 (?)          |
| 4  | Dohi Kenzō           | 土肥 謙三        | 10. Meiji 3/1870 (?)          |
| 5  | Fujimura Shirō       | 藤村 紫朗        | Jan. 1873                     |
| 6  | Yamazaki Naotane     | 山崎 直胤        | März 1887                     |
| 7  | Maeda Masana         | 前田 正名        | Juni 1888                     |
| 8  | Nakajima Masutane    | 中島 錫胤        | Feb. 1889                     |
| 9  | Tanuma Ken           | 田沼 健          | März 1893                     |
| 10 | Sakurai Tsutomu      | 桜井 勉          | Aug. 1896                     |
| 11 | Kiyosu Ienori        | 清棲 家教        | Mai 1897                      |
| 12 | Onoda Motohiro       | 小野田 元煕      | Juni 1898                     |
| 13 | Katō Heishirō        | 加藤 平四郎      | Aug. 1899                     |
| 14 | Ishihara Kenzō       | 石原 健三        | Aug. 1901                     |
| 15 | Ōyama Tsunamasa      | 大山 綱昌        | Feb. 1903                     |
| 16 | Takeda Chiyosaburō   | 武田 千代三郎    | Sep. 1905                     |
| 17 | Kumagaya Kiichirō    | 熊谷 喜一郎      | Juni 1908                     |
| 18 | Wakabayashi Raizō    | 若林 賚蔵        | Juni 1913                     |
| 19 | Soeda Keiichirō      | 添田 敬一郎      | Juni 1914                     |
| 20 | Sakamoto Saburō      | 阪本 三郎        | Apr. 1916                     |
| 21 | Yamawaki Haruki      | 山脇 春樹        | Okt. 1916                     |
| 22 | Nagano Miki          | 長野 幹          | Apr. 1919                     |
| 23 | Ōmihara Shigeyoshi   | 大海原 重義      | Okt. 1922                     |
| 24 | Umetani Mitsusada    | 梅谷 光貞        | Okt. 1923                     |
| 25 | Honma Toshio         | 本間 利雄        | Juni 1924                     |
| 26 | Kurose Hiroshi       | 黒瀬 弘志        | Apr. 1925                     |
| 27 | Mibe Nagaharu        | 三邊 長治        | Aug. 1925                     |
| 28 | Suzuki Shintarō      | 鈴木 信太郎      | Mai 1927                      |
| 29 | Hirata Norikazu      | 平田 紀一        | Juli 1929                     |
| 30 | Fukuda Torakame      | 福田 虎亀        | Juni 1931                     |
| 31 | Shibatsuji Ichirō    | 芝辻 一郎        | Dez. 1931                     |
| 32 | Sekiya Ennosuke      | 関屋 延之助      | Juni 1932                     |
| 33 | Tsuchiya Shōzō       | 土屋 正三        | Jan. 1935                     |
| 34 | Fujihara Takao       | 藤原 孝夫        | Juli 1937                     |
| 35 | Doi Shōhei           | 土居 章平        | Apr. 1938                     |
| 36 | Yasuoka Masamitsu    | 安岡 正光        | Jan. 1940                     |
| 37 | Takano Genshin       | 高野 源進        | Jan. 1941                     |
| 38 | Tago Saneo           | 多湖 實夫        | Juli 1942                     |
| 39 | Nakajima Kenzō       | 中島 賢蔵        | Apr. 1945                     |
| 40 | Tanigawa Noboru      | 谷川 昇          | Jan. 1945                     |
| 41 | Saitō Noboru         | 齋藤 昇          | Jan. 1946                     |
| 42 | Yoshie Katsuyasu     | 吉江 勝保        | Feb. 1947                     |
| 43 | Toyohara Michiya     | 豊原 道也        | März 1947                     |
| 44 | Yoshie Katsuyasu     | 吉江 勝保        | 12. Apr. 1947 (Wahl 5. April) |
| 45 | Amano Hisashi        | 天野 久          | Mai 1951 (Wahl 30. April)     |
| 46 | Amano Hisashi        | 天野 久          | Feb. 1955 (Wahl 17. Februar)  |
| 47 | Amano Hisashi        | 天野 久          | Feb. 1959 (Wahl 1. Februar)   |
| 48 | Amano Hisashi        | 天野 久          | Feb. 1963 (Wahl 27. Januar)   |
| 49 | Tanabe Kunio         | 田辺 国男        | Feb. 1967 (Wahl 29. Januar)   |
| 50 | Tanabe Kunio         | 田辺 国男        | Feb. 1971 (Wahl 31. Januar)   |
| 51 | Tanabe Kunio         | 田辺 国男        | Feb. 1975 (Wahl 1. Februar)   |
| 52 | Mochizuki Kōmei      | 望月 幸明        | Feb. 1979 (Wahl 3. Februar)   |
| 53 | Mochizuki Kōmei      | 望月 幸明        | Feb. 1983 (Wahl 30. Januar)   |
| 54 | Mochizuki Kōmei      | 望月 幸明        | Feb. 1987 (Wahl 25. Januar)   |
| 55 | Amano Ken            | 天野 建          | Feb. 1991 (Wahl 3. Februar)   |
| 56 | Amano Ken            | 天野 建          | Feb. 1995 (Wahl 22. Januar)   |
| 57 | Amano Ken            | 天野 建          | Feb. 1999 (Wahl 24. Januar)   |
| 58 | Yamamoto Takahiko    | 山本 栄彦        | Feb. 2003 (Wahl 2. Februar)   |
| 59 | Yokouchi Shōmei      | 横内 正明        | Feb. 2007 (Wahl 21. Januar)   |
| 60 | Yokouchi Shōmei      | 横内 正明        | Feb. 2011 (Wahl 30. Januar)   |
| 61 | Gotō Hitoshi         | 後藤 斎          | Feb. 2015 (Wahl 25. Januar)   |
| 62 | Nagasaki Kōtarō      | 長崎 幸太郎      | Feb. 2019 (Wahl 27. Januar)   |
| 63 | Nagasaki Kōtarō      | 長崎 幸太郎      | Feb. 2023 (Wahl 22. Januar)   |